# Le Tabou
«Le Tabou», inaugurado en 1947, era un club de jazz instalado en una bodega, en el n.º 33 de la calle Dauphine, en el barrio parisino de Saint-Germain-des-Prés. Fue el primer cabaret existencialista.

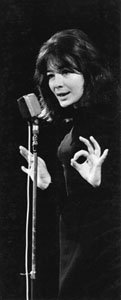
Juliette Gréco.

En un principio, era un bar frecuentado por intelectuales como Albert Camus y Maurice Merleau-Ponty, y un lugar de encuentro de los zazús. Había también muchos noctámbulos porque cerraba más tarde que el Café de Flore y Les Deux Magots.
Cuando el propietario del bar decidió abrir al público la bodega, Boris Vian creó una pequeña orquesta de jazz con sus hermanos, a la que se unirían ocasionalmente otros músicos, como Miles Davis.
Las actuaciones de Boris Vian, y también las de Juliette Gréco, hicieron que el local tuviera mucho éxito. Entre los clientes habituales estaban Yves Montand y Simone Signoret, Madeleine Renaud y Jean-Louis Barrault, Jean-Paul Sartre y Simone de Beauvoir, Jean Cocteau, Henri Pichette y Raymond Queneau, entre otros muchos.
Los vecinos empezaron a protestar por el ruido y el local tuvo que cerrar a las doce de la noche, con lo que dejó de ser atractivo para la clientela habitual.
Aunque «Le Tabou» sólo permaneció abierto durante un año, se convirtió muy pronto en una leyenda.